# Говінда III
Говінда III (*д/н —814) — магараджахіраджа держави Раштракутів у 793–814 роках, визначний індійський військовий діяч.

## Життєпис
Був третім сином магараджихіраджи Дхруви. Після смерті останнього у 793 році Говінда розпочав боротьбу за владу із своїми братами Стамбхою та Карккою, яких протягом нетривалого часу переміг. При цьому Говінда не стратив їх, надавши особисті володіння.
У 800 році Говінда III розпочав підготовку до військових дій проти Нагабхати II - правителя Пратіхарів. Говінда скористався тим, що Нагабхата загруз у війні з Дгармапалою, володарем Палів, напав на державу Гуджара-Пратіхарів з півдня. Він розбив армію Пратіхарів, захопив Каннаудж (імперське місто з часів Харши), змусив визнати гегемонію Раштракутів з боку династії Пала.
У 803–805 роках Говінда III підкорив держави Чера, Гангів, Пандья, Чола та Паллавів. Магараджа сінгалії (о. Шрі-Ланка) визнав себе данником Раштракутів, навіть не намагаючись чинити опір.
У 813 році Говінда III знову підкорив державу Лата (південний та центральний Гуджарат), яка відпала від Раштракутів після смерті Дхруви. Тоді ж було встановлено владу над Аванті (сучасна Малава). В цей же час розпочав повстання проти влади Раштракутів володар Венги (сучасний штат Андхра-Прадеш) Віджаядітья II. Тоді ж підкорив державу Кошала. Втім у 814 році помер. Його володіння наслідував син Амоговарша I.